# Tanimaiaki Village (ort i Abaiang)
Tanimaiaki Village är en ort i Kiribati.   Den ligger i örådet Abaiang och ögruppen Gilbertöarna, i den norra delen av landet, 50 km norr om huvudstaden Tarawa. Tanimaiaki Village ligger 11 meter över havet och antalet invånare är 276.
Terrängen runt Tanimaiaki Village är mycket platt.  Närmaste större samhälle är Buariki Village, 18,8 km sydväst om Tanimaiaki Village. 